# Амблем Републике Српске
Амблем Републике Српске је званични знак Републике Српске од 16. јуна 2007. Заменио је стари грб, дотадашњи грб Републике Српске који је Уставни суд БиХ прогласио неуставним. Амблем ће остати у званичној употреби све док званично не буде усвојен нови грб Републике Српске. Народна скупштина Републике Српске је 15. јула 2008. године усвојила нови грб Републике Српске, али га је 22. децембра 2008. године неуставним прогласио Уставни суд Републике Српске.

## Настанак
Уставни суд Босне и Херцеговине је 31. марта званично објавио одлуку којом се дотадашња обележја ентитета, грб и химна Републике Српске и грб и застава Федерације БиХ, стављају ван снаге. 
Решењем Уставног суда Босна и Херцеговине број У-4/04 од 27.01.2007. године утврђено је да 2. и 3. члан Уставног закона о застави и химни Републике Српске (објављених у ”Службеном гласнику Републике Српске” број 19/92) престаје да важи.
Уставни суд је донео одлуку о стављању ван снаге ових обележја након што Република Српска и Федерација Босне и Херцеговине нису уважиле одлуку суда од прошле године да у року од шест месеци своје симболе ускладе са Уставом Босне и Херцеговине тако да представљају сва три конститутивна народа, Србе, Хрвате и Бошњаке.
Бошњачки чланови Комисије за утврђивање новог грба и химне Републике Српске предлагали су неколико варијанти новог грба Републике Српске. Један од предлога садржао је заставу РС са европским бојама и звездицама. Према другој варијанти грб би био подељен у три целине, попут ознаке мерцедеса, а у свакој би се нашла обележја једног од три конститутивна народа, примећујући да би на тај начин Срби могли да задрже двоглавог орла.

## Опис грба
Застава РС и стилизовани иницијали „РС“, црвено-плаво-бела тробојка, су у кружној средини амблема оивиченог храстовим златним лишћем. На ободу амблема ћирилицом и латиницом написано Република Српска, а на амблему се налази и осликана круна Котроманића.
Званичан опис грба:
Амблем Републике Српске састоји се од поља у бојама заставе Републике Српске преко кога је златни преплетени иницијал Републике Српске; поље је окружено златним плодним храстовим вијенцем у дну увезаним траком у бојама заставе; изнад поља је златна затворена хералдичка круна, а испод поља златна кринова круна; око свега је циркумскрипција РЕПУБЛИКА  СРПСКА — REPUBLIKA  SRPSKA.

## Употреба
Амблем Републике Српске је званичан знак Републике Српске, донет Уредбом Владе Републике Српске од 16. јуна 2007. године, уместо дотадашњег грба који је Уставни суд Босне и Херцеговине прогласио неуставним.

## Стари грбови

### Први грб
Први грб Републике Српске је био сребрни двоглави орао на црвеном штиту, са златним кљуновима и канџама, и златном круном на глави. На грудима двоглавог орла налази се црвени штит на сребрним крстом од ивице до ивице штита и по једно сребрно оцило у сваком од четири дела штита, окренуто ка споља.
Уставни суд Босне и Херцеговине се изјаснио против употребе грба Републике Српске, прогласивши га неуставним, па је уредбом Владе Републике Српске од 16. јуна 2007. године, уместо грба у употреби био амблем Републике Српске.

### Други оспорени грб
Други оспорени грб Републике Српске је био поново вратио сребрног двоглавог орла на грб Републике Српске, и цео пређашњи грб, додајући му и златне љиљане поред канџи. Грб је у овом издању добио и држаче штита и постамент: црвене пропете лавове и златни троструки орнаментални троплет.
На црвеном штиту је сребрни двоглави орао са златним кљуновима и канџама, са малим црвеним штитом на грудима, и сребрним крстом и по једним оцилом на сваком од четири дела штита, окренутим ка споља, и по једним златним љиљаном испод леве и десне орлове канџе. Штит држе два црвена пропета лава са златним крунама на главама и округлим медаљонима око врата: леви са златном круном на плавој подлози а десни са црвеним и белим попречним пругама. Постамент је златни троструки орнаментални троплет.